# Isla Rishiri

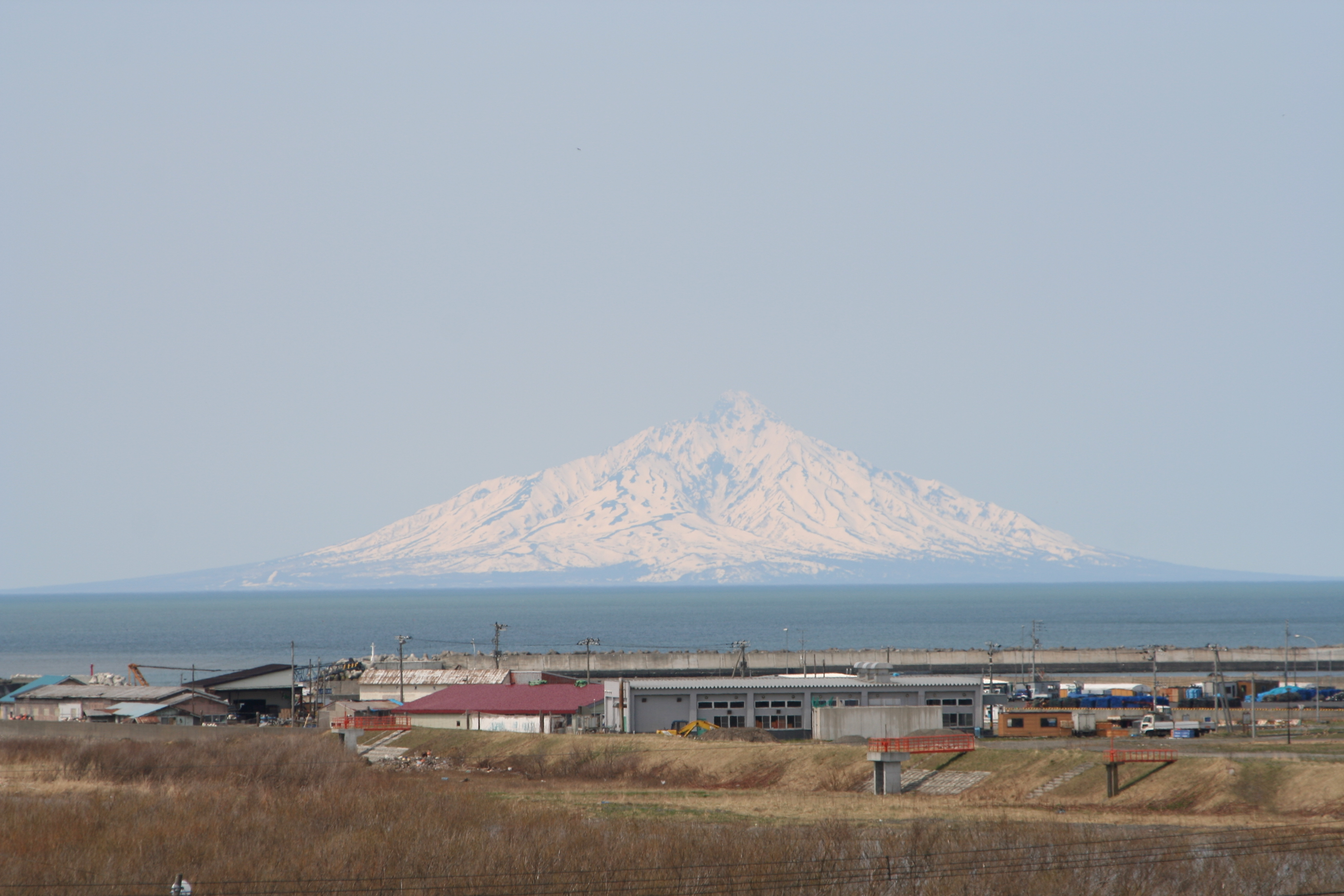
Vista de la isla y monte Rishiri

La isla Rishiri (en japonés: 利尻島, rishiritō) es una isla del  mar de Japón frente a las costas de la gran isla de Hokkaido, Japón. La isla está formada por el cono volcánico en forma de pico extinto, la altura mayor es de 1.721 metros y se lo denomina monte Rishiri. Junto con la isla Rebun y la zona costera de Sarobetsu, Rishiri forma el Parque nacional Rishirifuji Rebun-Sarobetsu. La principal actividad es el turismo y la pesca, existe un autobús que hace un recorrido por toda la isla. La isla tiene 63 km de costa y abarca 182,11 kilómetros cuadrados. Dentro de la isla se encuentran los pueblos de Rishiri y Rishirifuji, donde en conjunto viven aproximadamente 6.000 habitantes. Se puede acceder a la isla, mediante un transporte náutico o por avión.

## Clima
| Parámetros climáticos promedio de Kutsugata, Isla Rishiri (1991–2020) | Parámetros climáticos promedio de Kutsugata, Isla Rishiri (1991–2020) | Parámetros climáticos promedio de Kutsugata, Isla Rishiri (1991–2020) | Parámetros climáticos promedio de Kutsugata, Isla Rishiri (1991–2020) | Parámetros climáticos promedio de Kutsugata, Isla Rishiri (1991–2020) | Parámetros climáticos promedio de Kutsugata, Isla Rishiri (1991–2020) | Parámetros climáticos promedio de Kutsugata, Isla Rishiri (1991–2020) | Parámetros climáticos promedio de Kutsugata, Isla Rishiri (1991–2020) | Parámetros climáticos promedio de Kutsugata, Isla Rishiri (1991–2020) | Parámetros climáticos promedio de Kutsugata, Isla Rishiri (1991–2020) | Parámetros climáticos promedio de Kutsugata, Isla Rishiri (1991–2020) | Parámetros climáticos promedio de Kutsugata, Isla Rishiri (1991–2020) | Parámetros climáticos promedio de Kutsugata, Isla Rishiri (1991–2020) | Parámetros climáticos promedio de Kutsugata, Isla Rishiri (1991–2020) |
| Mes                                                                   | Ene.                                                                  | Feb.                                                                  | Mar.                                                                  | Abr.                                                                  | May.                                                                  | Jun.                                                                  | Jul.                                                                  | Ago.                                                                  | Sep.                                                                  | Oct.                                                                  | Nov.                                                                  | Dic.                                                                  | Anual                                                                 |
| --------------------------------------------------------------------- | --------------------------------------------------------------------- | --------------------------------------------------------------------- | --------------------------------------------------------------------- | --------------------------------------------------------------------- | --------------------------------------------------------------------- | --------------------------------------------------------------------- | --------------------------------------------------------------------- | --------------------------------------------------------------------- | --------------------------------------------------------------------- | --------------------------------------------------------------------- | --------------------------------------------------------------------- | --------------------------------------------------------------------- | --------------------------------------------------------------------- |
| Temp. máx. abs. (°C)                                                  | 7.3                                                                   | 7.4                                                                   | 12.4                                                                  | 19.3                                                                  | 23.8                                                                  | 28.6                                                                  | 31.9                                                                  | 32.5                                                                  | 30.4                                                                  | 21.8                                                                  | 16.7                                                                  | 12.1                                                                  | 32.5                                                                  |
| Temp. máx. media (°C)                                                 | -1.8                                                                  | -1.4                                                                  | 2.1                                                                   | 7.6                                                                   | 13.2                                                                  | 17.3                                                                  | 21.4                                                                  | 23.1                                                                  | 20.6                                                                  | 14.4                                                                  | 6.7                                                                   | 0.5                                                                   | 10.3                                                                  |
| Temp. media (°C)                                                      | -4.0                                                                  | -3.8                                                                  | -0.3                                                                  | 4.6                                                                   | 9.6                                                                   | 13.7                                                                  | 18.0                                                                  | 19.9                                                                  | 17.3                                                                  | 11.5                                                                  | 4.0                                                                   | -1.8                                                                  | 7.4                                                                   |
| Temp. mín. media (°C)                                                 | -6.4                                                                  | -6.5                                                                  | -3.2                                                                  | 1.4                                                                   | 6.1                                                                   | 10.4                                                                  | 14.9                                                                  | 16.6                                                                  | 13.5                                                                  | 8.0                                                                   | 1.2                                                                   | -4.2                                                                  | 4.3                                                                   |
| Temp. mín. abs. (°C)                                                  | -15.7                                                                 | -16.9                                                                 | -14.4                                                                 | -6.4                                                                  | -1.8                                                                  | 1.3                                                                   | 5.5                                                                   | 8.8                                                                   | 5.4                                                                   | -0.7                                                                  | -10.5                                                                 | -12.3                                                                 | -16.9                                                                 |
| Precipitación total (mm)                                              | 46.4                                                                  | 33.3                                                                  | 34.8                                                                  | 41.2                                                                  | 68.4                                                                  | 62.1                                                                  | 93.8                                                                  | 118.2                                                                 | 117.9                                                                 | 117.5                                                                 | 106.5                                                                 | 72.6                                                                  | 912.7                                                                 |
| Días de lluvias (≥ 1 mm)                                              | 13.9                                                                  | 11.2                                                                  | 9.0                                                                   | 8.5                                                                   | 9.3                                                                   | 8.6                                                                   | 8.6                                                                   | 9.1                                                                   | 11.0                                                                  | 13.3                                                                  | 13.0                                                                  | 13.8                                                                  | 129.3                                                                 |
| Horas de sol                                                          | 42.5                                                                  | 74.3                                                                  | 133.1                                                                 | 173.0                                                                 | 184.3                                                                 | 153.4                                                                 | 152.5                                                                 | 162.0                                                                 | 175.1                                                                 | 137.7                                                                 | 65.8                                                                  | 37.8                                                                  | 1491.5                                                                |
| Fuente n.º 1: Agencia Meteorológica de Japón                          |                                                                       |                                                                       |                                                                       |                                                                       |                                                                       |                                                                       |                                                                       |                                                                       |                                                                       |                                                                       |                                                                       |                                                                       |                                                                       |
| Fuente n.º 2: Agencia Meteorológica de Japón                          |                                                                       |                                                                       |                                                                       |                                                                       |                                                                       |                                                                       |                                                                       |                                                                       |                                                                       |                                                                       |                                                                       |                                                                       |                                                                       |